# Hajer Barhoumi
Hajer Barhoumi (ar. هاجر برهومي; ur. 14 listopada 1983) – tunezyjska judoczka. Uczestniczka mistrzostw świata w 2003, 2007 i 2009. Startowała w Pucharze Świata w 2001 i 2004. Wicemistrzyni igrzysk afrykańskich w 2003 i 2007. Zdobyła sześć medali na mistrzostwach Afryki w latach 2001 - 2009. Złota medalistka igrzysk śródziemnomorskich w 2009 i brązowa w 2001. Wicemistrzyni igrzysk frankofońskich w 2001 i trzecia w 2005 roku.